# Dubrowa (rejon lelczycki)
Dubrowa (biał. Дуброва; ros. Дуброва, Dubrowa) – agromiasteczko na Białorusi, w obwodzie homelskim, w rejonie lelczyckim, w sielsowiecie Dubrowa, w pobliżu Lelczyc.

## Nazwa
W źródłach polskich miejscowość wymieniana jest pod nazwami Dąbrowa oraz Dubrowo.

## Historia
W XIX i w początkach XX w. wieś i duży majątek ziemski położone w Rosji, w guberni mińskiej, w powiecie mozyrskim, w gminie Lelczyce. Opisywana była wówczas jako miejscowość zapadła, do której dojazd był możliwy jedynie zimą, natomiast przez pozostałą część roku okoliczne bagna praktycznie uniemożliwiały komunikację do wsi.
Po I wojnie światowej pod administracją polską, w Zarządzie Cywilnym Ziem Wschodnich, w okręgu brzeskim, w powiecie mozyrskim, w gminie Lelczyce.
W wyniku postanowień traktatu ryskiego znalazła się w granicach Związku Sowieckiego. Od 1991 w niepodległej Białorusi.